# Haute-Garonne
Haute-Garonne (okcitánsky: Nauta Garona, česky: Horní Garonna) je departement na jihozápadě Francie, pojmenovaný podle řeky Garonny. Hlavním městem je Toulouse.

## Historie
Haute-Garonne je jedním z 83 původních departementů, založených během francouzské revoluce roku 1790. Byl vytvořen z části původní provincie Languedoc.

## Geografie

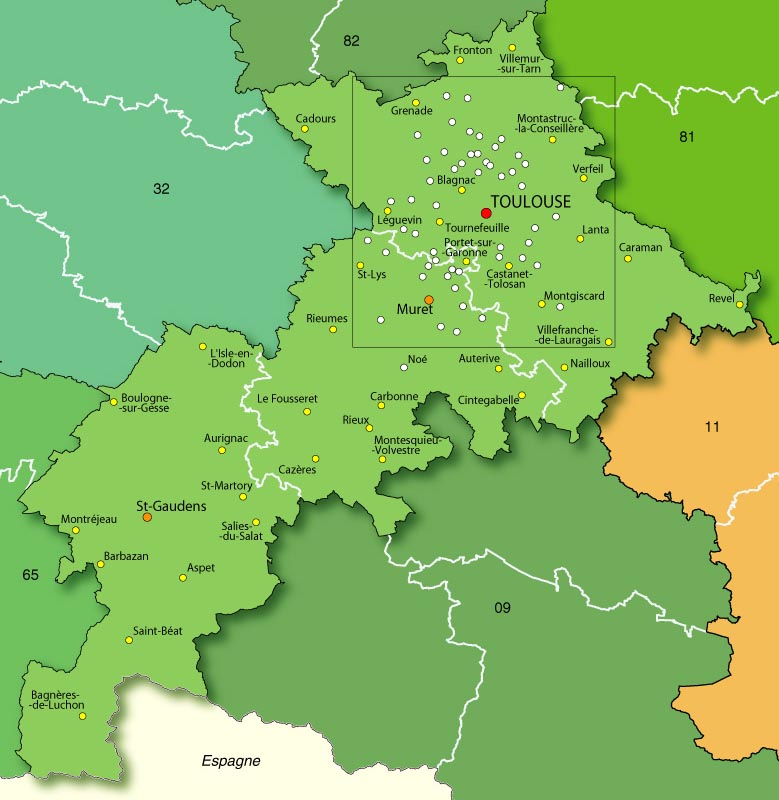
Poloha

Dnes je Haute-Garonne součástí regionu Languedoc-Roussillon Midi-Pyrénées a sousedí s departementy Hautes-Pyrénées, Gers, Tarn-et-Garonne, Tarn, Aude a Ariège. Na jihu pak sousedí se Španělskem (provincie Lleida a Huesca).
V departementu se nachází horní tok Garonny o délce téměř 200 km, jenž tvoří i část hranic. Na jihu území vystupuje vysoké pohoří Pyreneje s nejvyšší horou departementu Pic de Perdiguère, vysokou 3222 m.

## Nejvýznamnější města
- Toulouse
- Saint-Gaudens
- Luchon

## Obyvatelstvo
Nejhustěji osídlenou oblastí je pochopitelně okolí hlavního města Toulouse, naopak hornatý jih je osídlen velice zřídka. Při posledním sčítání lidu roku 1999 bylo napočítáno víc než milion obyvatel. Odhad z roku 2005 pak mluví o dalším nárůstu o přibližně 100 000 obyvatel. V oblasti převládají mladí lidé, 55 % populace je mladší 40 let. 16 % z nich se pohybuje v rozmezí 20 a 29 let, což se připisuje Toulouse jakožto významnému univerzitnímu městu.
| Obec                     | Populace (1999) | Obec                  | Populace (1999) |
| ------------------------ | --------------- | --------------------- | --------------- |
| Toulouse                 | 390 350         | Colomiers             | 28 538          |
| Tournefeuille            | 22 758          | Muret                 | 20 735          |
| Blagnac                  | 20 586          | Plaisance-du-Touch    | 14 164          |
| Cugnaux                  | 12 997          | L'Union               | 12 141          |
| Balma                    | 11 944          | Ramonville-Saint-Agne | 11 696          |
| Saint-Orens-de-Gameville | 11 142          | Saint-Gaudens         | 10 845          |
| Castanet-Tolosan         | 10 250          | Portet-sur-Garonne    | 8 737           |
| Saint-Jean               | 8 362           | Villeneuve-Tolosane   | 8 252           |
| Revel                    | 7 985           | Castelginest          | 7 735           |
| Pibrac                   | 7 440           | Fonsorbes             | 6 909           |

## Zimní sporty
V oblasti se nachází čtyři významné lyžařské areály.
- Peyragudes (1600 m - 2450 m), 55 km sjezdovek
- Luchon-Superbagnères (1440 m - 2260 m), 30 km sjezdovek
- Le Mourtis (1380 m - 1816 m), 22 km sjezdovek
- Bourg-d'Oueil (1350 m - 1500 m)